# Marcellia sericea
Marcellia sericea är en amarantväxtart som först beskrevs av Schinz, och fick sitt nu gällande namn av Charles Baron Clarke. Marcellia sericea ingår i släktet Marcellia och familjen amarantväxter. Inga underarter finns listade i Catalogue of Life.